# 液力耦合器
液力耦合器（英語：fluid coupling）是一種用來將動力源（通常是发动机或电机）與工作機連接起來傳遞旋轉動力的機械裝置，1905年德國 Hermann Föttinger博士的專利發明。曾應用於汽車中的自动变速器，在海事和重工業中也有著廣泛的應用。

## 结构及工作原理
液力耦合器是一个内含两个环形轮片的密封机构。驱动轮称为泵轮，被驱动轮称为涡轮，泵轮和涡轮都称为工作轮。在工作轮的环状壳体中，径向排列着许多叶片。泵轮和涡轮装合后，形成环形空腔，其内充有工作油液。泵轮通常在内燃机或电机驱动下旋转，带动工作油液做比较复杂的向心力运动。高速流动的油液在科里奥利力的作用下冲击涡轮叶片，将动能传给涡轮，使涡轮与泵轮同方向旋转。油液从涡轮的叶片边缘又流回到泵轮，行成循环回路，其流动路线如同一个首尾相连的环形螺旋线。

## 应用
液力耦合器主要用于传递动力，可以達到传动过程中的无级调速，减小动力源启动时的冲击負載，还可以在传动部件过载时保护动力源。

### 汽车
液力耦合器曾应用于早期的汽车半自动变速器及自动变速器中。液力耦合器的泵轮与发动机的飞轮相连接，动力由发动机曲轴传入。在有些时候，耦合器严格上讲是飞轮的一部分，在这种情况下，液力耦合器又被称为液力飞轮。涡轮与变速器的输入轴相联。液体在泵轮与涡轮间循环流动，使得力矩从发动机传至变速器，驱动车辆的前进。在这方面，液力耦合器的作用非常类似于手动变速器中的机械离合器。由于液力耦合器无法改变转矩的大小，现已被液力变矩器所取代。

### 重工业
可用于冶金设备，矿山机械，电力设备，化工及各种工程机械中。

## 特性

### 失速转速
液力耦合器失速转速是指当输入动能达到最大，而涡轮被锁死时，泵轮能够达到的最大转速——当应用于车辆时，即是当驾驶者把油门踩到底使节气门全开，同时以足够的力量踩住刹车使车辆保持静止的状态。在此状态下，引擎所有动能都在液力耦合器里转化为热能，有可能导致耦合器损毁。

### 转速差
液力耦合装置无法将发动机动力100%输出，因为部分能量由于内部液体流动的摩擦转化为热能，由泵轮传递给耦合液而损失。其结果是，涡轮的转速永远低于泵轮的转速，形成“转速差”。这个差值随着耦合器负荷的增加及飞轮转速的降低而加大。

### 紊流
当油液从涡轮回到泵轮时，油液的运动方向与泵轮相反，于是会产生一些制动效应并引起不小的紊流。这将增加泵轮与导轮间的转速差，降低传动效率。